# 伊朗库尔德斯坦科马拉党
伊朗库尔德斯坦科马拉党（羅馬化：Komełey Şorrişgêrrî Zehmetkêşanî Kurdistanî Êran，直译：「伊朗库尔德斯坦革命劳动者协会」）是伊朗的一个库尔德人社会民主主义政党。该党成立于2000年，分裂自伊朗共产党库尔德斯坦组织。目前，该党的总部设在伊拉克库尔德斯坦，并拥有一支武装力量，长期参与伊朗库尔德人抵抗运动。该党主张反帝国主义和民族自決。
该党被伊朗和日本列为恐怖组织。2018年，它在美国注册为游说集团。
该党曾开展反对伊朗政府的游击战。在长期停火后，该党于2017年宣布恢复反对伊朗政府的武装斗争。